# 枣庄站
- 關於京沪铁路上，曾用名“枣庄站”的车站，請見「枣庄西站」。
- 關於枣临铁路上，曾用名“枣庄站”的车站，請見「枣庄东站」。

枣庄站位于中华人民共和国山東省枣庄市薛城区，是京沪高速铁路的客运站。

## 车站结构
车站设2台6线，其中正线2条，到发线4条，站台为双岛式，采用无柱雨棚；站房建筑面积为10000平方米，采用线侧平式站房布局；站房综合楼为地上一层，局部两层； 站房由进出站地下通道与站台连接。

## 历史
枣庄站始建于2009年，2011年6月30日随京沪高速铁路通车而投入使用。